# Gosen (stad)
Gosen (Japans: 五泉市, Gosen-shi) is een stad in de prefectuur Niigata, Japan.
Op 1 maart 2008 had de stad 55.844 inwoners. De bevolkingsdichtheid bedroeg 159 inw./km². De oppervlakte van de gemeente is 351,87 km².

## Geschiedenis
Gosen is sinds 3 november 1954 een stad (shi), ontstaan door de samenvoeging van Gosen, Sumoto, Kawato en Hashida.
Op 1 januari 2006 absorbeerde Gosen de gemeente Muramatsu.

## Geboren
- Sawao Kato (11 oktober 1946), turner